# Luuk Jans
Lucas Benjamin Jans (Schipborg, 27 februari 1992) is een Nederlands professioneel e-sporter.

## Carrière
Jans is sinds 2018 actief als professioneel FIFA-speler. Na het winnen van verscheidene amateurtoernooien werd Jans in 2018 benoemd tot de officiële e-sporter van FC Emmen, destijds spelende in de Jupiler League. Na het promoveren van FC Emmen naar de Eredivisie, betekende dit dat Jans zijn debuut mocht maken in de E-Divisie.
In een sterk debuutseizoen wist Jans de kwartfinales te bereiken door onder meer te winnen van Bryan Hessing en Mitchell Denkers. In de kwartfinales legde Jans het af tegen ex-Nederlands Kampioen Tony Kok.

## Achtergrond
Luuk Jans is de zoon van voetbaltrainer en voormalig voetballer Ron Jans.
Jans staat bekend om zijn snelle en behendige manier van spelen en nuchtere houding buiten het veld.
Naast e-sport houdt hij zich bezig met concept 'verantwoord gamen', om een balans tussen gamen en een gezonde levensstijl te promoten.